# Коваленко Володимир Сергійович
Ковале́нко Володи́мир Сергі́йович (20 червня 1941, Київ, СРСР — 30 квітня 2022, Київ, Україна) — радянський та український вчений у галузі технології машинобудування, доктор технічних наук (з 1980 року), професор (з 1982 року). Основні напрями діяльності — лазерна технологія, електрофізична й електрохімічна обробка матеріалів. Директор НДІ лазерної технології та техніки НТУУ «КПІ», декан факультету хімічного машинобудування, завідувач кафедри ЛТКМ ММІ. Лауреат Державної премії УРСР (1982). Заслужений діяч науки і техніки України (1993).

## Життєпис
Володимир Коваленко народився у Києві. У 1963 році закінчив Київський політехнічний інститут, де й продовжив подальшу наукову роботу. З 1984 по 1990 рік очолював кафедру автоматизації хімічних виробництв. У 1984 році з ініціативи професора Коваленка в «КПІ» вперше в Україні було відкрито нову інженерну спеціальність «Технологія та обладнання лазерної обробки матеріалів», а у 1990 році він став завідувачем кафедри «Лазерної технології, конструювання машин та матеріалознавства», що була створена на базі потужностей механіко-машинобудівного факультету. На цій посаді Коваленко пропрацював до 2009 року.
У 1996 році Коваленко був запрошений Лазерним Інститутом Америки до складу Міжнародної Видавничої Ради (англ. International Editorial Board) для підготовки Міжнародного довідника з лазерної технології (LIA Industrial Laser Handbook, Magnolia Publishing Inc., Orlando, Florida, USA). Разом з професором Головко вони підготували вісім параграфів цього видання. У 1997 році Володимир Сергійович, як експерт від України, брав участь у 52-й Сесії Генеральної Асамблеї ООН, де розглядалися питання міжнародної підтримки заходів з ліквідації наслідків аварії на Чорнобильській АЕС. Біографію професора Коваленка внесено до міжнародного довідника «Marquis Who's Who», а також до видань Американського та Кембріджського біографічних інститутів. Український вчений став першим фахівцем на теренах колишнього СРСР, якого було удостоєно звання «Почесний член Лазерного інституту Америки».

## Громадська діяльність
30 серпня 2008 року в м. Манчестері (Велика Британія) на заключному засіданні Генеральної Асамблеї СІРП (Міжнародної академії машинобудування) було оприлюднено рішення Ради СІРП про обрання директора НДІ лазерної техніки та технології НТУУ «КПІ», зав. каф. ЛТКМ проф. В. С. Коваленка дійсним членом (Fellow) цієї престижної міжнародної професійної інституції. Президент СІРП проф. Фріц Клоке (директор Фраунгоферівского інституту в Аахені) вручив проф. В. С. Коваленко відповідний сертифікат.
Його обрання є ще одним свідченням високого авторитету української науки, наукової школи лазерної технології Київської політехніки.
Помер 30 квітня 2022 року. Похований на Байковому цвинтарі Києва.

## Відзнаки
- Доктор технічних наук (з 1980 року)
- Лауреат Державної премія УРСР (1982)
- Лауреат Премії ради міністрів СРСР
- Заслужений діяч науки і техніки України (1993)
- Заступник Голови Лазерної Асоціації СРСР
- Голова експертної ради з машинобудування та матеріалознавства ВАК України (з 1992 року)
- Почесний професор Київського політехнічного інституту (з 1998 року)
- Почесний професор Харківського національного технічного університету
- Визначний Запрошений професор Державного Університету Огайо (США, з 1993 року)
- Почесний професор Чжецзянського університету (КНР)[5]
- Член міжнародної Академії машинобудування (СІРП)[6]
- Почесний член Лазерного інституту Америки[2]
- Член Канадської Асоціації Промислових Лазерів
- Член міжнародного професійного товариства IEEE
- Член міжнародного професійного товариства LEOS
- Член комітету Радників Американського біографічного інституту
- Член Видавничої Ради міжнародного журналу «Journal of Laser Applications» (США)
- Кавалер відзнаки Президента України — ордена «За заслуги» (Україна, 1997)
- Кавалер «Ордену Дружби Західного Озера» (КНР)[5]
- Кавалер «Ордену Дружби» (КНР)[5]

## Вибрана бібліографія
- Коваленко В.С. Электрофизические и электрохимические методы обработки материалов. — Київ : Вища школа, 1975. — 234 с.
- Коваленко В.С. Лазерное и электроэрозионное упрочнение материалов. — Москва : Наука, 1986. — 275 с.
- Коваленко В.С., Котляров В.П., Дятел В.П. Применение лазеров в машиностроении. — Київ : Вища школа, 1988. — 160 с. — ISBN 9785110012747.
- Коваленко В.С., Головко Л.Ф., Черненко В.С. Упрочнение и легирование деталей машин лучом лазера. — Київ : Техніка, 1990. — 190 с. — ISBN 9785335004091.
- Коваленко В.С., Романенко В.В., Олещук Л.М. Малоотходные процессы резки лучом лазера. — Київ : Техніка, 1987. — 110 с.
- Коваленко В.С., Головко Л.Ф. Упрочнение деталей лучом лазера. — Київ : Техніка, 1981. — 129 с. (перекладена китайською мовою та видана у Пекіні в 1985 році)
- Коваленко В.С. Лазерная технология: учебник. — Київ : Вища школа, 1989.
- Коваленко В.С., Головко Л.Ф., Куницький Ю.А. Поверхностное глазурование материала при энергетическом воздействии. — Київ : КПІ, 1983. — С. 108.
- Kovalenko V.S., Verhoturov A.D., Golovko L.F., Podchernyaeva I.O. Laser & Electroerosion Material Hardening. — New York : Plinum Publishing Corp, 1988. — С. 267.
- Коваленко В.С., Лавринович О.В. Лазерная обработка керамических материалов. — Київ : Техніка, 1991. — С. 119.
- Коваленко В.С. Технология и оборудование для электрофизических и электрохимических методов обработки материалов. — Київ : Вища школа, 1988. — С. 162.